# Submarinos Tipo 201
El Tipo 201 es la primera clase de submarinos alemana construida después de la Segunda Guerra Mundial. Estaban construidos con acero amagnético para contrarrestar la amenaza de las minas magnéticas. Pero el material no se había probado en forma completa todavía y fue bastante problemático mientras estaba en servicio en la Bundesmarine; las fracturas microscópicas en el casco de presión forzaron la cancelación de 9 de los 12 submarinos ordenados y la baja temprana de los 4 buques construidos. Fueron reemplazados por submarinos muy similares del Tipo 205, construidos con acero normal.

## Unidades
El U 3 fue prestado a la Marina Real Noruega, donde sirvió bajo el nombre de Kobben desde 1962 hasta 1964 antes de ser dado de alta en la Bundesmarine.
| vela número | Nombre | Astillero | Puesto en quilla | Botado | En servicio         | Dado de baja             | destino                            |
| ----------- | ------ | --------- | ---------------- | ------ | ------------------- | ------------------------ | ---------------------------------- |
| S180        | U 1    | HDW       |                  | 1962   | 20 de marzo de 1962 | 1967                     | reconstruido al estándar Tipo 205A |
| S181        | U 2    | HDW       |                  | 1962   | 3 de mayo de 1962   | Julio 1963               | reconstruido al estándar Tipo 205A |
| S182        | U 3    | HDW       |                  | 1962   | 20 de junio de 1964 | 15 de septiembre de 1967 | hundido como blanco naval en 1971  |
| S183        | U 4    | HDW       |                  | 1962   | no completado       | no completado            |                                    |